# Vladislav III av Polen
Vladislav III (polska: Władysław III Warneńczyk), född 31 oktober 1424, död 10 november 1444, var kung av Polen från 1434 och kung av Ungern som Ulászló I från 1440.
Vadislav III var son till Vladislav II av Polen i dennes fjärde äktenskap med Sofia av Halshany. Han anförde det sista europeiska korståget när han med en ungersk, tysk, tjeckisk och polsk här anföll det osmanska Balkan. Försöket misslyckades och kungen stupade i nederlaget vid Varna i dagens Bulgarien.